# Cylindrophyllum
Cylindrophyllum là chi thực vật có hoa trong họ Aizoaceae.